# Luboš Barták
Luboš Barták (* 9. prosince 1972) je český fotbalista, který hrál první českou fotbalovou ligu. Hrál především za tým Chebu, ale za dvě sezony odehrál pouze 8 utkání a do první ligy už se nikdy nepodíval.